# 帖里干
帖里干（?—?），又作帖堅干。元朝驸马。亦乞列思氏。孛秃之子。
《通制条格》作帖里干，《元史》作帖堅干、帖木干，他先娶昌國大長公主亦乞列思，後娶元世祖忽必烈的女儿昌國大長公主茶倫。生有二子：孛花，娶元世祖忽必烈的女儿吾魯真公主；唆都哥，封寧昌郡王，娶魯魯罕公主、魯倫公主。唆都哥子不鄰吉歹，封寧昌郡王，娶普顏可里美思公主。